# Palazzo ducale di Erchie
Il Palazzo ducale di Erchie è un edificio la cui costruzione fu voluta da don Giuseppe Laviani, duca di Satriano e barone di Erchie, si suppone, basandosi su di un progetto del noto architetto Francesco Milizia, della vicina Oria. 
Il palazzo, probabilmente, rientrava nell'ambito di un progetto più complesso di pianificazione urbanistica  di Erchie che coinvolse l'attuale piazza Umberto I, il santuario di Santa Lucia e la chiesa della Natività di Maria Vergine. Quest'ultima, a seguito della nuova pianificazione, subì una rotazione di 90° portando la sua facciata di fronte a quella del santuario di Santa Lucia.